# Notodiaptomus maracaibensis
Notodiaptomus maracaibensis é uma espécie de crustáceo da família Diaptomidae.
É endémica de Venezuela.